# Gouvernement Janša II
République de Slovénie
Pahor Bratušek
Le gouvernement Janša II (en slovène : 10. vlada Republike Slovenije) est le gouvernement de la république de Slovénie entre le 10 février 2012 et le 20 mars 2013, durant la 6e législature de l'Assemblée nationale.
Il est dirigé par Janez Janša, dont le parti est arrivé deuxième aux élections législatives anticipées. Il repose sur une coalition de centre droit de cinq partis et succède au gouvernement de centre gauche de Borut Pahor. Un an après son intronisation, il est renversé par une motion de censure et cède le pouvoir au gouvernement de centre gauche d'Alenka Bratušek.

## Historique
Dirigé par l'ancien président du gouvernement libéral-conservateur Janez Janša, ce gouvernement est constitué et soutenu par une coalition entre le Parti démocratique slovène (SDS), la Liste civique (DL), le Parti démocrate des retraités slovènes (DeSUS), le Parti populaire slovène (SLS) et Nouvelle Slovénie (NSi). Ensemble, ils disposent de 50 députés sur 90, soit 55,5 % des sièges de l'Assemblée nationale.
Il est formé à la suite des élections législatives anticipées 4 décembre 2011.
Il succède donc au gouvernement du social-démocrate Borut Pahor, initialement constitué et soutenu par une coalition entre les Sociaux-démocrates (SD), Réel - Les sociaux-libéraux (Zares), le DeSUS et la Démocratie libérale slovène (LDS).

### Formation
Borut Pahor perd le 20 septembre 2011 le vote de confiance qu'il avait sollicité à l'Assemblée, en conséquence des retraits de Zares et du DeSUS de sa coalition. Une semaine plus tard, le président de la République Danilo Türk annonce qu'il convoquera des élections législatives anticipées pour le 4 décembre suivant.
Au cours du scrutin, le parti de centre gauche Slovénie positive (PS) du maire de Ljubljana Zoran Janković arrive en tête avec 28,5 % des voix, devant le SDS de Janez Janša, qui recueille 26,3 % des suffrages. Les SD de Borut Pahor s'effondrent à 10,5 %, une perte de 20 points par rapport au précédent scrutin.
Le 5 janvier 2012, Türk charge Janković de former le prochain gouvernement slovène. Ce dernier tente de bâtir une coalition à quatre avec les SD, la DL et le DeSUS, mais la Liste civique finit par lui opposer une fin de non-recevoir. Lors du vote de confirmation du 11 janvier, sa candidature est rejetée avec seulement 42 voix favorables à l'Assemblée. C'est finalement Janša qui obtient le soutien des députés avec 51 voix pour et 39 contre, sa candidature ayant été soumise par les groupes parlementaires du SDS, de la DL, du DeSUS, du SLS et de NSi, puisque Türk s'y refusait en raison de la mise en cause de Janša dans un scandale de corruption.
L'équipe gouvernement, constituée de 12 ministres, reçoit le 10 février la confiance de l'Assemblée nationale par 50 suffrages favorables, 10 défavorables et 22 abstentions.

### Succession
Après que la Commission nationale de lutte contre la corruption a publié un rapport critiquant des irrégularités dans la déclaration de patrimoines du président du gouvernement, la Liste civique annonce le 23 janvier 2013 son retrait du gouvernement, une décision suivie de la démission le lendemain de ses deux ministres. Le 5 février, le ministre des Affaires étrangères Karl Erjavec annonce que le DeSUS a l'intention de se retirer de la coalition au pouvoir 17 jours plus tard et que son parti participe à des négociations afin de désigner un nouveau président du gouvernement. Ces deux partis sont imités le 13 février par le SLS, qui indique sa volonté de quitter lui aussi l'exécutif sous deux semaines et de se placer dans l'opposition.
Janša est renversé le 27 février par une motion de censure déposée par Slovénie positive et qui porte Alenka Bratušek au pouvoir avec le soutien des Sociaux-démocrates, de la Liste civique, du Parti des retraités et de trois élus du Parti populaire. Cette dernière forme son gouvernement de coalition avec les SD, la DL et le DeSUS trois semaines plus tard.

## Composition
| Poste                                                                                       | Titulaire | Titulaire                             | Parti |
| ------------------------------------------------------------------------------------------- | --------- | ------------------------------------- | ----- |
| Président du gouvernement                                                                   |           | Janez Janša                           | SDS   |
| Vice-président du gouvernement Ministre du Développement économique et de la Technologie    |           | Radovan Žerjav (jusqu'au 25/02/2013)  | SLS   |
| Vice-président du gouvernement Ministre sans portefeuille Chargé des Slovènes de l'étranger |           | Ljudmila Novak                        | NSi   |
| Vice-président du gouvernement Ministre des Affaires étrangères                             |           | Karl Erjavec (jusqu'au 22/02/2013)    | DeSUS |
| Ministre des Finances                                                                       |           | Janez Šušteršič (jusqu'au 24/01/2013) | DL    |
| Ministre de l'Intérieur                                                                     |           | Vinko Gorenac                         | SDS   |
| Ministre de la Justice et de l'Administration publique                                      |           | Senko Pličanič (jusqu'au 24/01/2013)  | DL    |
| Ministre de la Défense                                                                      |           | Aleš Hojs                             | NSi   |
| Ministre du Travail, de la Famille et des Affaires sociales                                 |           | Andrej Vizjak                         | SDS   |
| Ministre de l'Agriculture et de l'Environnement                                             |           | Franc Bogovič (jusqu'au 25/02/2013)   | SLS   |
| Ministre des Infrastructures et de l'Aménagement du territoire                              |           | Zvonko Černač                         | SDS   |
| Ministre de l'Éducation, de la Science, de la Culture et des Sports                         |           | Žiga Turk                             | SDS   |
| Ministre de la Santé                                                                        |           | Tomaž Gantar (jusqu'au 22/02/2013)    | DeSUS |